# Килектор
Киле́ктор (също и киллихтер – от на нидерландски: kiellichter: kiel – греда, lichter – товарен кораб) е спомагателен съд, предназначен за подводни товарни работи: поставяне на мъртви котви, бонове, разчистване на фарватерите, изваждане на потънали обекти и т.н. Обикновено това са нискобордни, еднопалубни, с мощно товароподемно устройство, поставено, като правило, в кърмовата част плавателни съдове. По същество те са мореходен бързоходен вариант на плавкрана.
В много флотове се използват като спасителни съдове за подводници и обслужване на подводни работи:

За спускането на водолазния звънец (камбана) към потъналата подводница (ПЛ – подводна лодка) се поставят швартови шамандури, за тях се швартува спасителя на ПЛ и по въже се спуска надолу водолазния звънец. За по-оперативна работа с потъналата ПЛ се използват подводни снаряди. С тях, в частност, е дооборудван „КИЛ-140“.

Изначално крамболите се разполагали на носа, и съда има полубак и диферент към кърмата с цел компенсиране увеличаването му на носа при работа, също в изместената назад надстройка е разположен неголям трюм и укрепена товарна площадка на горната палуба, където се поставя преместения със стрелите, закрепени на мачтата пред надстройката, товар или той остава да виси на под крамбола.
От 1960-те години АКТ (архитектурно-конструктивна типизация) на килекторите се изменя, и вместо носов крамбол се появява кърмови наклонен портал, с кърмова усилена площадка на палубата на юта, позволяващ да се поставя там практически всеки изваден товар, с оглед на неговите мас-габарити, а за сметка на подобряване на обводите се повишава мореходността и скоростта на килекторите.
В състава на ВМФ на Русия носят служба килекторните съдове от проектите „419“ и „141“.

## Примери за използване
- При изваждането на „Курск“ е използван съда „КИЛ-164“[3].
- „КИЛ-158“ и „КИЛ-25“ са използвани за изваждане на потъналите БПК „Очаков“ и СБС „Шахтер“ от езерото Донузлав[4].